# Hans Morgenthau
Hans Joachim Morgenthau (n. 17 februarie 1904 – d. 19 iulie 1980) a fost un influent politolog și jurist american, la origine evreu german, care s-a remarcat drept teoretician al relațiilor internaționale. Este unul dintre fondatorii realismului în teoria relațiilor internaționale.

## Carieră universitară
Morgenthau a studiat începând din 1923 științele juridice și politice la Universitatea din Frankfurt am Main, apoi a continuat la München și la Berlin studii de drept și filozofie.
În 1929 și-a susținut teza în domeniul dreptului popoarelor.  Apoi a lucrat la Frankfurt ca judecător în Tribunalul de muncă. După anul 1932 el a predat dreptul public la Universitatea din Geneva. În urma  ascensiunii la putere a național-socialiștilor în Germania, Morgenthau nu s-a mai întors în Germania, ci a emigrat în Statele Unite.
El a activat acolo în cadrul mai multor universități de prestigiu, între care Universitatea din Chicago și New School for Social Research din New York. Pe lângă activitatea sa academică, a activat împotriva Războiului din Vietnam și în favoarea emigrației evreilor sovietici în Israel.

## Scrieri politice
- Politica între națiuni. Lupta pentru putere și lupta pentru pace. București: Oana Andreea Bosoi, Alina Andreea Dragolea, Mihai Vladimir Zodian, 2013 ISBN 978-973-46-3688-4[7]